# Ariel Sorín
Ariel Hugo Sorín, argentino, nacido el 26 de abril de 1967 en Buenos Aires, es un Gran Maestro Internacional de ajedrez.
En 1985, a los 18 años, obtiene el segundo puesto en el Campeonato Panamericano Juvenil disputado en la ciudad de Saladillo, provincia de Buenos Aires, Argentina. Al año siguiente, 1986, comparte el quinto lugar en el certamen homólogo realizado en Quito, Ecuador; y un año más tarde, en 1987, logra el cuarto puesto en Asunción, Paraguay.
Entre sus primeros logros en el ámbito nacional, obtiene el Campeonato Juvenil Argentino en 1987 y el tercer puesto en el Campeonato Absoluto de Argentina.
En Cuba en el año 1988, alcanza el cuarto puesto en el Campeonato Panamericano de La Habana. En 1989, se consagra ganador del Tercer Magistral de Mar del Plata (Argentina) y obtiene el título de Maestro Internacional.
En el año 1993 obtiene el Campeonato de la Ciudad de Buenos Aires, competencia de muy alto nivel ya que gran cantidad de los ajedrecistas de elite argentinos se nuclean en dicha ciudad.
Sus éxitos consecutivos en los torneos Magistral Ciudad de San Martín y Magistral Círculo de Ajedrez Torre Blanca en el año 1994 le permitieron alcanzar el galardón de Gran Maestro Internacional. También ganó en el mismo año el Torneo de Maestros de Groninga, Holanda.
Por el año 1995, luego de disputar un excelente torneo en el que resulta invicto, cae derrotado por el Gran Maestro Pablo Ricardi en el desempate por el Campeonato Nacional en una ardua contienda. En 1998 obtuvo el segundo puesto en el fuerte abierto del Club Boca Juniors de la Ciudad de Buenos Aires, detrás del GM Maxim Sorokin.
Sorín obtiene su primer título nacional en el año 2000 y luego hace lo propio en el año 2004.
Ariel Sorín representó al Equipo Argentino en tres Olimpíadas de Ajedrez:
- En 1994, en el segundo tablero suplente en la 31ra Olimpíada en Moscú (+3 –2 =5);
- En 1996, en el primer tablero suplente en la 32da Olimpíada en Ereván (+2 –1 =4);
- En 2004, en el cuarto tablero en la  36ta Olimpíada en Calviá (+3 –3 =5).